# Ченгуатана (тауншип, Миннесота)
Ченгуатана (англ. Chengwatana) — тауншип в округе Пайн, Миннесота, США. На 2000 год его население составило 809 человек.

## География
По данным Бюро переписи населения США площадь тауншипа составляет 122,4 км², из которых 118,5 км² занимает суша, а 3,9 км² — вода (3,20 %).

## Демография
По данным переписи населения 2000 года здесь находились 809 человек, 290 домохозяйств и 218 семей.  Плотность населения —  6,8 чел./км².  На территории тауншипа расположено 480 построек со средней плотностью 4,1 построек на один квадратный километр. Расовый состав населения: 98,15 % белых, 0,25 % афроамериканцев, 0,37 % коренных американцев, 0,25 % азиатов и 0,99 % приходится на две или более других рас. Испанцы или латиноамериканцы любой расы составляли 0,62 % от популяции тауншипа.
Из 290 домохозяйств в 34,8 % воспитывались дети до 18 лет, в 62,1 % проживали супружеские пары, в 6,2 % проживали незамужние женщины и в 24,8 % домохозяйств проживали несемейные люди. 17,6 % домохозяйств состояли из одного человека, при том 5,5 % из — одиноких пожилых людей старше 65 лет. Средний размер домохозяйства — 2,79, а семьи — 3,17 человека.
26,6 % населения — младше 18 лет, 10,0 % — в возрасте от 18 до 24 лет, 27,9 % — от 25 до 44, 25,2 % — от 45 до 64, и 10,3 % — старше 65 лет. Средний возраст — 38 лет. На каждые 100 женщин приходилось 114,0 мужчин.  На каждые 100 женщин старше 18 приходилось 111,4 мужчин.
Средний годовой доход домохозяйства составлял 41 429 долларов, а средний годовой доход семьи —  50 938 долларов. Средний доход мужчин —  33 542  доллара, в то время как у женщин — 23 269. Доход на душу населения составил 16 974 доллара. За чертой бедности находились 6,6 % семей и 12,6 % всего населения тауншипа, из которых 9,5 % младше 18 и 16,9 % старше 65 лет.